# مركبة فضائية مجزأة
مركبة فضائية مجزأة هي بنية قمر صناعي يتم فيها توزيع القدرات الوظيفية لمركبة فضائية موحدة تقليدية عبر العديد من الوحدات التي تتفاعل من خلال روابط لاسلكية. وعلى عكس المجموعات الأخرى لـالمركبة الفضائية، مثل المجموعات والتشكيلات، فإن وحدات المركبة الفضائية المجزأة تكون غير متجانسة إلى حد كبير وتجري وظائف مميزة متوافقة، على سبيل المثال، مع مختلف عناصر الأنظمة الفرعية لقمر صناعي تقليدي.

## نبذة تاريخية
تمت صياغة مصطلح «مركبة فضائية مجزأة» على ما يبدو من قِبل أوين براون (Owen Brown) وبول إيرمينكو (Paul Eremenko) في سلسلة من الأبحاث عام 2006,
والتي تقول إن البنية المجزأة تنطوي على مرونة ومتانة أكثر من تصميم القمر الصناعي التقليدي أثناء عمليات المهمة وخلال التصميم والمشتريات.
وتعود الفكرة على الأقل إلى مقالة نُشرت عام 1984 من قِبل بي موليت (P. Molette).
وخلص تحليل موليت وتحليل لاحق أجراه روني 
إلى أن فوائد المركبة الفضائية المجزأة رجحت كفتها بسبب كتلتها الأعلى وتكلفتها.
وبحلول عام 2006، ادعى براون ومعاونوه، أن القيمة الاختيارية للمرونة وقيمة تأمين المتانة المحسنة ومؤثرات الإنتاج على نطاق واسع سوف تتجاوز أي عقوبات وعمل تجانس مع المجموعات الموزعة من أجهزة الحاسوب الشخصي (PCs) التي تتجاوز أجهزة الكمبيوتر العملاقة.
وإحدى الدراسات التي أجريت عام 2006 من قِبل معهد ماساتشوستس للتكنولوجيا قد أثبتت وجهة النظر الأخيرة على ما يبدو.

## التطور
في عام 2007، أصدرت وكالة مشاريع أبحاث الدفاع المتقدمة (DARPA)، وهي شركة التكنولوجيا المتقدمة التابعة للبنتاغون، إعلانًا طلبت فيه اقتراحات بشأن برنامج يُسمى «نظام إف 6»، يهدف إلى إثبات «جدوى وفوائد» تصميم القمر الصناعي المجزأ من خلال الإثبات عمليًا في الفضاء.وطلبت وكالة مشاريع أبحاث الدفاع المتقدمة (DARPA) التطوير مفتوح المصدر للشبكات وبروتوكولات الاتصالات والواجهات البينية الخاصة بوحدات المركبات الفضائية المجزأة. وهذه الخطوة غير العادية كان من المفترض أنها ضمن محاولة لتطوير المفهوم سريعًا وإظهار تطور الإنترنت الأرضي.
وفي عام 2008، أعلنت وكالة مشاريع أبحاث الدفاع المتقدمة (DARPA) أن عقودًا خاصة بمرحلة التطوير الأولي لبرنامج نظام إف 6 قد صدرت لفرق برئاسة شركات بوينغ ولوكهيد مارتن ونورثروب غرومان وأوربيتال ساينسز، وتم ترسية المرحلة الثانية من البرنامج لشركة أوربيتال ساينسز، جنبًا إلى جنب مع آي بي إم وجي بي إل، في ديسمبر 2009.

## متنوعات
على ما يبدو فإن تجزئة مهمة القمر الصناعي للاتصالات تخضع لـU.S. Patent 6٬633٬745 «مجموعة الأقمار الصناعية التي تضم عددًا وافرًا من الأقمار الصناعية النمطية».

## وصلات خارجية
- DARPA System F6 information
- Fractionated Spacecraft workshop, Colorado Springs, August 2006.
- DARPA Phoenix Program to use System F6